# سیب و پرتقال
سیب و پرتقال (به انگلیسی: Apples and Oranges)، سومین تک آهنگی بود که توسط گروه موسیقی سایکدلیک راک پینک فلوید در بریتانیا منتشر شد و جزو معدود آهنگ‌هایی است که توسط پینک فلوید منتشر می‌شود و مستقیماً به عشق می‌پردازد. این آهنگ توسط سید برت نوشته شده‌است.
هنگام عرضه، در پشت این تک‌اهنگ، آهنگ «جعبه نقاشی» قرار گرفت که توسط ریچارد رایت نوشته شده‌است.این دو آهنگ به صورت استریو در آلبوم گردآوری شدهٔ گروه با نام ارباب‌هایی از راک (۱۹۷۴) منتشر شد.ویرایش‌های مونو و استریو از «سیب و پرتقال» همراه با چهلمین سال انتشار آلبوم نی‌زن بر دروازه‌های سپیده‌دم نیز منتشر شد.

## سازندگان این آهنگ
- سید بارت – خواننده, گیتار،اسلاید گیتار
- ریچارد رایت – کیبورد،اُرگ - همخوان
- راجر واترز – گیتار بیس،همخوان
- نیک میسن – درام ،ساز کوبه‌ای